# Dolný Lieskov
Dolný Lieskov (hongrois : Alsómogyoród) est un village de Slovaquie situé dans la région de Trenčín.

## Histoire
La première mention écrite du village date de 1327.

## Démographie

### Évolution de la population
| Année:               | 1994. | 2004.   | 2014.   | 2024.   |
| -------------------- | ----- | ------- | ------- | ------- |
| Nombre de personnes: | 726   | 773     | 819     | 793     |
| Différence:          |       | +6,47 % | +5,95 % | -3,17 % |

| Année:               | 2023. | 2024.   |
| -------------------- | ----- | ------- |
| Nombre de personnes: | 809   | 793     |
| Différence:          |       | -1,97 % |